# إنتاج كبير

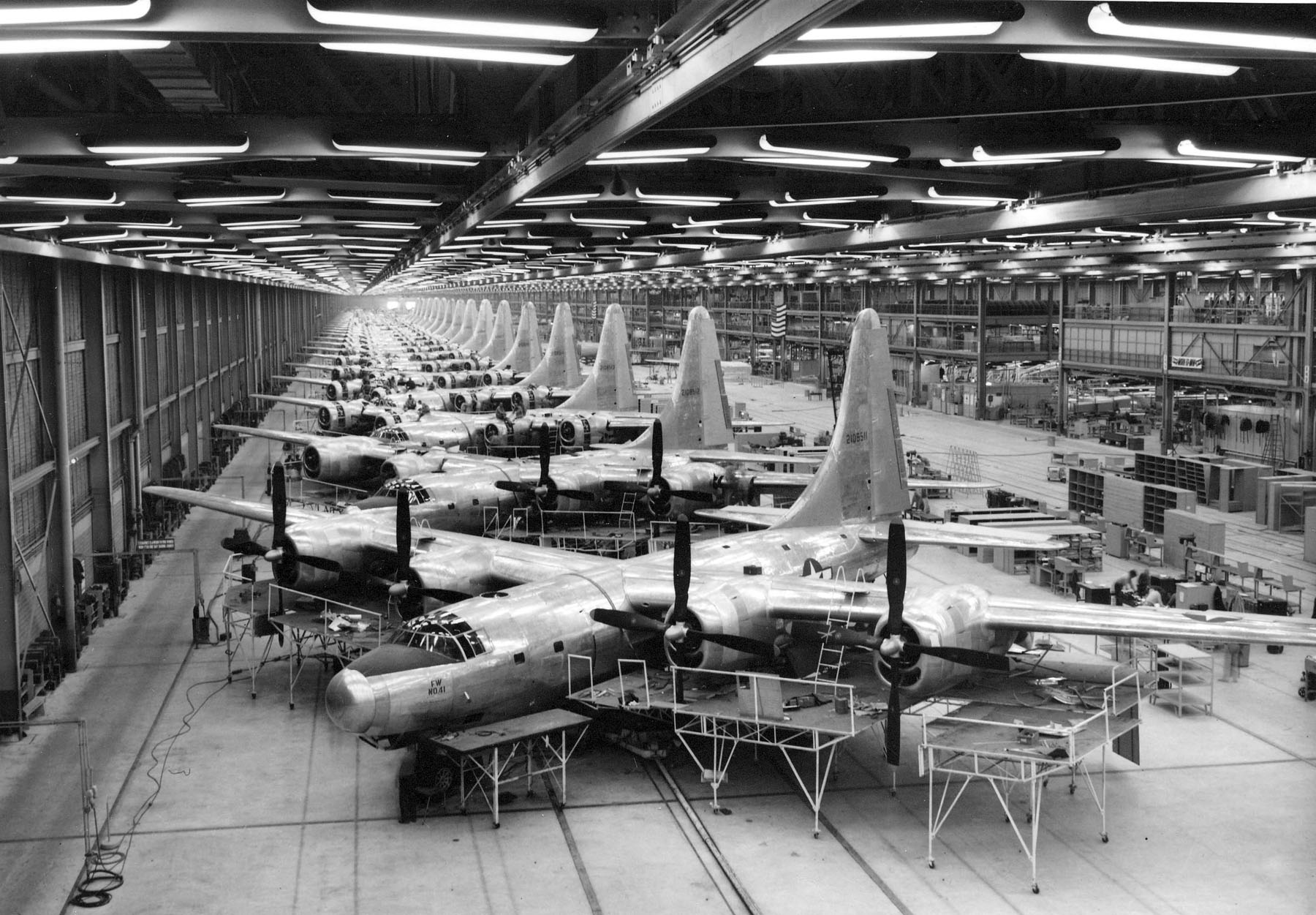
تصنيع طائرة TB-32

الإنتاج الكبير أو الإنتاج العميم أو إنتاج الجملة أو الإنتاج بالجملة أو الإنتاج على نطاق واسع هو إنتاج كميات كبيرة من المنتجات الموحدة باستخدام خطوط التجميع. وأيضا هو عملية إنتاج أحد المنتجات الأساسية، أو القياسية من نماذجها الأصلية بكميات هائلة، وهي تُنتج بخطوط التجميع. تلك العملية مطبّقة على أنواع عديدة من المنتجات سائلة كانت أم صلبة، يشمل ذلك الأغذية والوقود والكيماويات والأدوات الكهربائية المنزلية وأيضًا تصنيع السيارات والطائرات. ظهر نموذج الإنتاج الضخم لكي تُنتج منتجات موحدة بسرعة. يسبق الإنتاج الضخم التحقيق والبحث في خيارات وأولويات الزبائن قبل وضع مواصفات المنتج الذي سيُنتج بأعداد كبيرة. من ثم يُصمم المنتج القادر على تجميع أعلى نسبة مبيعات في السوق بالتعاون مع المصممين التجاريين والفنيين. الإنتاج الكبير هو من أهم طرق الإنتاج بالإضافة إلى الإنتاج العملي وإنتاج الدفعة. ظهر مصطلح الإنتاج الكبير عام 1926 بمقالة في الموسوعة البريطانية والتي كانت معتمدة على التعاون مع شركة فورد. تطبق فكرة الإنتاج الكبير على الكثير من أنواع المنتجات ابتداء من السوائل والمنتجات كالطعام والوقود والمواد الكيماوية وتعدين المعادن وصولا إلى المواد الصلبة المنفصلة كالمثبتات التي تجمع وتصبح منتجات كالأجهزة المنزلية أو السيارات. تتنوع مجالات الإنتاج الكبير وتتناقض مع إنتاج الحرف اليدوية، كما أن تقنيات الإنتاج الكبير كالأحجام النموذجية وخطوط الإنتاج سبقت الثورة الصناعية بقرون، ولكنه تطور بعد إدخال الآلات والتقنيات لإنتاج السلع القابلة للمبادلة في منتصف القرن التاسع عشر.

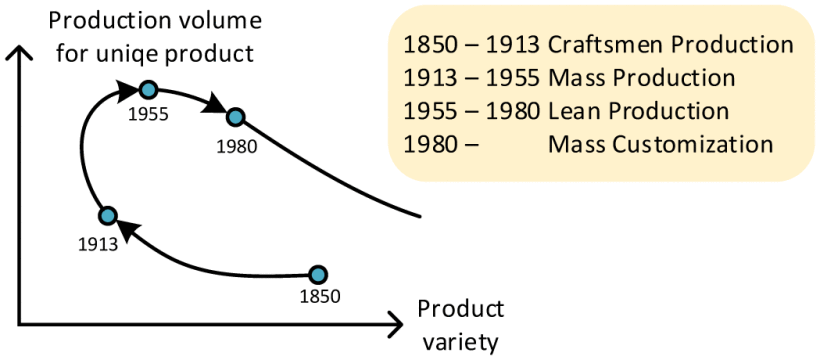

## نظرة شاملة
الإنتاج الكبير يتضمن صنع العديد من النسخ للمنتجات بسرعة كبيرة، باستخدام تقنيات خط التجميع لإرسال منتجات كاملة جزئيا إلى العمال الذي يعمل كل منهم على خطوة فردية، بدلا من وجود عامل يعمل على منتج كامل من البداية حتى النهاية.
الإنتاج الكبير لمادة السوائل عادة ما تنطوي على أنابيب مع مضخات الطرد المركزي أو المسمار ناقلات لنقل المواد الخام أو المنتجات الكاملة جزئيا بين السفن. أما عمليات تدفق السوائل، مثل تكرير النفط والمواد السائبة مثل رقائق الخشب واللباب، فتجري آليا باستخدام نظام لمراقبة العمليات والذي يستخدم أدوات مختلفة لقياس المتغيرات مثل درجة الحرارة والضغط، الحجمي ومستوى توفير التغذية المرتدة.
تعالج المواد السائبة مثل الفحم والخامات والحبوب ورقائق الخشب بالحزام، والسلسلة، والسلات، وناقلات الهواء أو المسمار، ومصاعد الدلو، والمعدات المحمولة مثل شاحنات النقل الأمامية. تُعامل المواد على المنصات بالرافعات الشوكية. أيضا تستخدم في التعامل مع العناصر الثقيلة مثل بكرات الورق الصلب أو الآلات الكهربائية الرافعات العلوية، في بعض الأحيان يسمى جسر الرافعات لأنها تمتدعلى خلجان المصنع الكبير.
فالإنتاج الكبير يستدعي الكثير من رأس المال واستخدام للطاقة، لأنه يستخدم نسبة عالية من الآلات والطاقة. وعادة تكون ممكننة في حين ينخفض مجموع النفقات لكل وحدة من وحدات المنتج. ومع ذلك، فإن الآلات اللازمة لاقامة كتلة خط الإنتاج (مثل الروبوتات) مكلفة بحيث يجب أن يكون هناك ضمان أن المنتج ناجح لتحقيق الأرباح.
وأحدة من الأوصاف للإنتاج الضخم هو «المهارة المدمجة في الأداة»، مما يعني أن العامل الذي يستخدم الأداة قد لا يحتاج إلى المهارة. على سبيل المثال، في القرن التاسع عشر أو أوائل القرن العشرين، يمكن التعبير عن هذا على أنه «الحرفية هي في مكان العمل نفسه» (وليس تدريب العامل). بدلا من وجود عامل ماهر يقيس كل بعد في كل جزء من المنتج مقابل الخطط أو الأجزاء الأخرى كما يجري تشكيلها، كانت هناك حفرات جاهزة للتأكد من أن الجزء قد صنع ليتناسب مع هذا الإعداد. كان قد جرى بالفعل التحقق من أن الجزء النهائي سيكون لمواصفات تناسب جميع الأجزاء النهائية الأخرى وسوف يجري ذلك بسرعة، مع عدم إنفاق أي وقت على إنهاء الأجزاء لتناسب بعضها البعض.

## تاريخها ومصدرها

### قبل الثورة الصناعية
اساليب التصنيع في المصانع كانت متطورة ولكن الصناعات التي تنتج سلع معقدة مثل المعادن تحتاج إلى عدد عمال كبير قبل اختراع المكينة.
بدات صناعة قوس النشاب في الصين في عهد الحروب العالمية بحيث ان عدد كبير من العساكر تسلح بمعدات ذهبية من نفس المصدر.

. القرطاجيين برعوا بصناعة الاساطيل العسكرية الحربية التي تسيطر على المتوسط بسهولة. اما البندقية فقد كانوا الاوائل في صنع القطع الجاهزة وخطوط الجمع لقرون عديدة، فقد وصلوا إلى مرحلة تصنيع اسطول كامل في يوم واحد لامتلاكهم  16000عامل في حوزتهم. فالإنتاج المتسلسل اشتهر منذ طباعه الكتاب المقدس «غوتنبرغ» في منتصف القرن الخامس عشر.

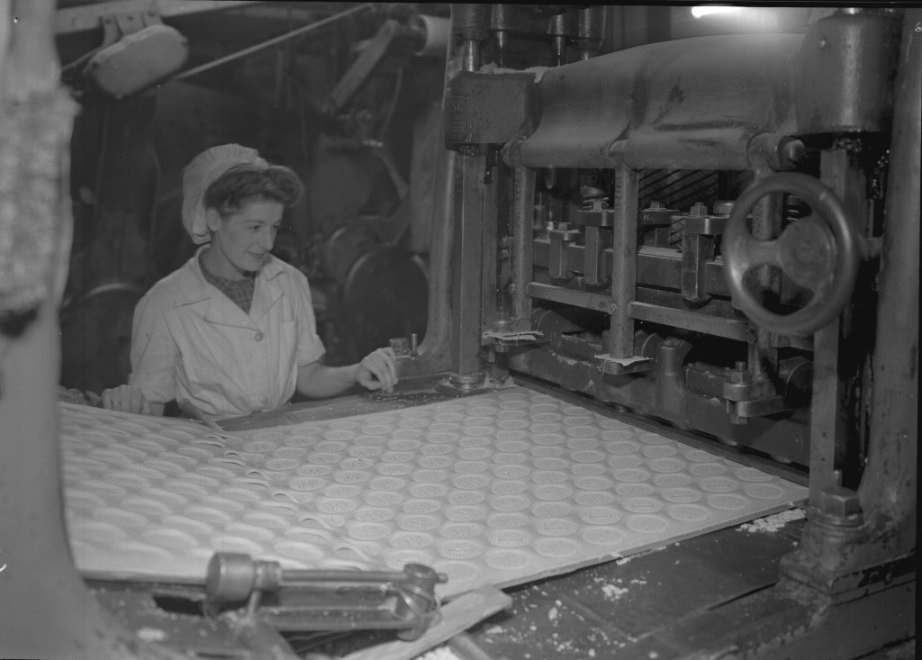

### الثورة الصناعية
الحروب النابليونية في العالم اعتمدت على الإنتاج المتسلسل البسيط في القتال عبر استخدام البكرات للسفن الحديثة في البحرية الملكية البريطانيا. هذه البحرية وصلت احتياجاتها للبكرات إلى المئة الف بكرة  في السنة. هذه العملية تمت بالتضامن مع مهندسين الريادة مارك  برونيل وهنري مودسلاي وبادارة سامويل بنثام الذي ادخل قوة الآلة واعاد تنظيم حوض السفن. كذلك مارك وهنري ادخلوا أول مخرطة لقطع المسامير سنة  1800 وبعد خمس سنوات أصبح مجموع 45 ماكينة تقوم ب 22  وظيفة  على كتل صغيرة في ثلاثة احجام. هذه الآلات تكونت من معدن بشكل خاص لتعمل بدقية أكثر وتتمتع بمتانة لا تقارن.
من حسنات هذه الطريقة هي ادخال اليد العاملة المنتجة مع اعتماد الآلات في الصناعة. سنة، 1808 تقنيات الإنتاج الكبير كانت فعالة في إنتاج ساعات الحائط وساعات اليد وعقارب هذه الساعات. إضافة إلى إنتاج محركات الزوارق البخارية المصممة على يد جون بن وهي اولى تطبيقات الإنتاج الكبير. مبادئ هذا الإنتاج هي الاجزاء القابلة للتبديل وقطع الآلات وقوتها خاصة التي تتعلق بالكهرباء.
مفاهيم الإدارة التنظيمية  مهمة في تشكيل الإنتاج الكبير في القرن العشرين مثل الإدارة العلمية، وهذه المفاهيم دخلت في الهندسة  الصناعية وهندسة التصنيع والبحوث العملية. شركة  هنري فورد اعتمدت على الآلات ونظام تقليل عدد العمال في صناعتها عكس فريدريك تايلور الذي اختار العمل على خبرات العمال ونضجهم.
عقد “بورتر” هو العقد الأول الذي اعتمد على الإنتاج الكبير لتصنيع ساعات خشبية. ففي سنة، 1807 الي تيري اختير لتصنيع 40000 ساعة خشبية متحركة نظراً لكونه طوّر  آلة طحن سنة 1795 التي اتمت وظيفة اعتماد الاجزاء القابلة للتبديل. وفي سنة 1807 طوّر آلة  تغزل وتقطع الاجزاء، فهي تقطع اجزاء عديدة في الوقت نفسهِ.سيلاي هودلي  و سيث توماس عملا في خطوط التجميع خلال هذه العملية مع تيري.
سنه 1815 تيري بدأ بالتصنيع بطريقة الإنتاج الكبير  لأول ساعة رفوف. شونسي جيروم تعلم المهنة من تيري واصبح ينتج لحد ال 20000 ساعة نحاس في السنة   (1840) اخترع ساعة الحائط المتحركة النحاسية.
قسم الإدارة في الولايات المتحدة الذي يدير شؤون الحرب كفل تطور عملية الاجزاء القابلة للتبديل في صناعة الاسلحة في المستودع في ماساشوستس. ظهر تطور المعدات الآلية سنه 1805 مع وصول عملية الاجزاء القابلة للتبديل المتطورة إلى ڤرجينيا (في غرب فرجينيا اليوم). العملية تتضمن نظام فيه مقاييس الابعاد والتركيبات والمنصات المستعملة في الصناعة. هذا النظام اشتهر باسم «ممارسة الاسلحة» أو «نظام التصنيع في الولايات المتحدة» الذي انتشر في بريطانيا التي وصلت صناعاتها إلى آلآت الخياطة والحصاد والدراجات الهوائية. شركة «سينجر» للتصنيع أصبحت واحدة من أكبر الشركات التي تصنع آلات الخياطة والتي بدأت تعتمد نظام الاجزاء القابلة للتبديل في اواخر ال 1880 في هذا الوقت أيضا تبنى سايروس ماك كورمك صناعة آلات الحصاد الحديثة.
استفاد نظام الإنتاج الكبير من تطور المواد الاولية المعتمدة في الصناعة مثل الفولاذ الرخيص الثمن والفولاذ الصلب والبلاستيك. الآلات المستعملة للمعادن صنعت من فولاذ بسرعة عالية جداً وفيما بعد اعتمد التنغستن كربيد في تقطيع اجزاء المعادن. الصناعة باستعمال مشتقات الفولاذ دخل فيها استعمال التلحيم الكهربائي وقطع الصلب المطبّعة التي ظهرت في الصناعة سنة 1890 تقريباً. البلاستيك مثل  Polyethene, Polystyrene, Polyvinyl Chloride يمكن تقطيعها إلى اشكال بكل سهولة عبر القذف والرمي بقوة والصبّ في القوالب عبر الحقن والنفخ للمادة.  هذه المواد تباع بسعر رخيص جداً في أسواق الانابيب والحاويات البلاستيكية.
تاريخ السيارات مرتبط مباشرةً بتاريخ أول إنتاج شامل للسيارات أي ما يعرف بشركة "Ford Motor  ".   تطور التقنيات ركز على تحسن الإنتاج وادخال التقنيات التكنولوجية في ميدان الصناعة.
في شركة «فورد موتر» كانت الأكثر تطوراً وعرفت باسم" The Universal Automobile ". أول سيارة  أنتجت كان مبيعها 825 دولار وهذا السعر انخفض إلى 260 دولار مع تطور التكنولوجيا. ووصل عدد المبيعات إلى 15 مليون سياره بين عامي 1908 و 1928.
إنتاج هذه السيارة اثّر على تطور في الصناعة وادخل مفاهيم جديدة منها توفر القطع والمنتجات النهائية والتجميع والتحكم بالوقت والربح المتزايد وشبكة المبيعات.
نشوء نظام الإنتاج: سلسلة التجميع للهواتف الخليوية
أول سلسلة خطوط تجميع ابتكرت سنة 1913 وانتجت بعدها ثورة في عالم الصناعة. هذه السلسلة كانت تحتوي على سند للنظام وسلسلة تحمل الهيكل والمحور الامامي والخلفي. ثم تُجمّع وحدة نقل الحركة مع المبرّد ولوحه النار وخزان الغاز وحرس الطين والمصابيح الامامية. كل هذه القطع تعمل من خلال مشغل متخصص في عمليات التجميع والهدف هو تقليل وقت عملية الإنتاج. هذه العملية تقلل وقت التصنيع من   12.5 ساعة  إلى 1.5 ساعة للعامل الواحد.

### الكهرباء في المصانع
اعتماد الكهرباء في المصانع عملية بدأت تدريجياً سنة 1890 تقريباً بعد ظهور التيار المباشر الثابت الذي تكلم عنه فرانك سبراغ والتيار المتناوب الذي طوّروه غاليليو فيرّاريس ونيكولا تسلا والعديد من الاخرين. اعتماد الكهرباء في المصانع تسارعت وتيرته بين سنة 1900 و 1930 خاصة بعد إنشاء المرافق الكهربائية مع المحطات  المركزية وتخفيض سعر الكهرباء من سنه 1914 إلى سنة 1917. المحركات الكهربائية أصبحت أكثر فعالية من محركات البخار الصغيرة نظراً لاحتوائها على مولد في المحطات المركزية. والمهاوي والاحزمة لا تتمتع بتسريب عالي في الاحتكاك. فالمحركات الكهربائية إضافة تسهيلات على الصناعة وأصبحت تحتاج إلى صيانة اقل مقارنةً بالمهاوي والاحزمة التي تنتهي صلاحيتها بسرعة أكبر. الشركات التي بدات تعتمد على المحركات الكهربائية شهدت 30 بالمئة تزايد في منتجاتها.
عبر استخدام الكهرباء استطاع توماس اديسون ان يحصل على عشرين الف طن من الخام في اليوم الواحد سنه 1893 تقريباً. فقط بمساعده 10 رجال أي 5 في كل مناوبة. رغم انه كان يعرف ان من الصعب استخراج أكثر من خمسة اطنان من الخام من المناجم في 12 ساعة باستخدام المعول وعربات اليد وعربات سكك الحديد.
صناعة الزجاج في الولايات المتحدة كانت أكبر المتأثرين في ظهور التسهيلات الكهربائية للصناعة وهي شركة «بول براذرز» لصناعة الزجاج. آلات نفخ اخذت مكان 210 عمال يدويين ومساعدين،  كذلك شاحنة نقل كهربائية صغيرة تنقل 150 دزينة حاويات ومواد اولية في نقلة واحدة بدل 6 دزينات ينقلونها بشاحنات نقل يدوية. إضافةً إلى ذلك استبدلت العمال ايضاً بخلاطات كهربائية واعتمدت الرافعة العلوية لنقل البضائع الثقيلة مما يوفر الوقت ويضمن النتيجة.
ويقول هنري فورد:
«الصناعة الحديثة بحاجة للتقنيات الكهربائية الحديثة في الإنتاج وذلك لان الاحزمة الجلدية والمهاوي لا تتحمل السرعة القصوى التي يحتاج اليها متطلبات هذا العصر، وبدون السرعة في الإنتاج لا يوجد صناعة حديثة، كذلك الاحزمة الجلدية والمهاوي مبذرة في المواد وهذا يعني مصروف اضافي  للشركات فلا تعد قادرة على زيادة ربحها فاعتماد الاساليب الكهربائية الحديثة تنظم الصناعة الحديثة وتزيد من فعاليتها.»
اشتهر مفهوم الإنتاج الكبير في اواخر عام 1900 و 1920 مع ازدهار شركة محركات فورد لهنري  فورد التي عرّفت  مفهوم المحركات الكهربائية واظهرت مدى فعاليتها.  هذه الشركة اخترعت آلات فيها مغزل لحفر الفجوات من جهة واحدة من المحرك في عملية واحدة فقط. كذلك وجدت آلة طحن لها العديد من الرؤوس وتستطيع ان تصنع 15 كتلة للمحرّك في الوقت نفسه. كل هذه الآلات تتمركز في نظام معين لتقوم كل منها بوظيفتها فتسرّع عملية الإنتاج. بعضه هذه الآلات تحتاج إلى سيارة حمل لتنقل اليها ما تحتاج من اجل الإنتاج.

## استعمال خطوط التجميع
لم يكن هناك خطه لاختراع شيء مثل خط التجميع ولم يكن هناك شخص واحد وراء اختراع فكرة خط التجميع.
بل مجموعه من الناس المتخصصين بصناعات مختلفة تعاونوا وتشاركوا معلوماتهم للوصول إلى فكرة خط التجميع. كما ان عمال شركة فورد الذين كانت مهامهم مرتبطة بخطوط التجميع في هذه الفترة حصلوا على رواتب مرتفعة ولكن كانت المشكلة ان عملهم منحصر بهذه الخطوط وبانهم سيستمرون بفعل نفس الحركات لمدة طويلة.

في قطاع الإنتاج الكبير تتجمع وتنظم المنتجات التي تتالف من عدة اجزاء على خطوط التجميع. ان هذه الاجزاء تتنقل من خلال الجهاز الميكانيكي للنقل. في حال كانت الاجزاء التي نريد تجميعها كبيرة وثقيلة تُنقل بالرافعة العلوية أو الخط الاحادي. في المعامل التي تصنع منتجات معقدة، يوجد أكثر من خط تجميع واحد من ثم تصل خطوط التجميع إلى خط التجميع الاساسي. في الواقع، يميل ليبدوالرسم البياني لمصانع الإنتاج الكبير اكثركهيكل السمكة العظمي امن خط واحد.   

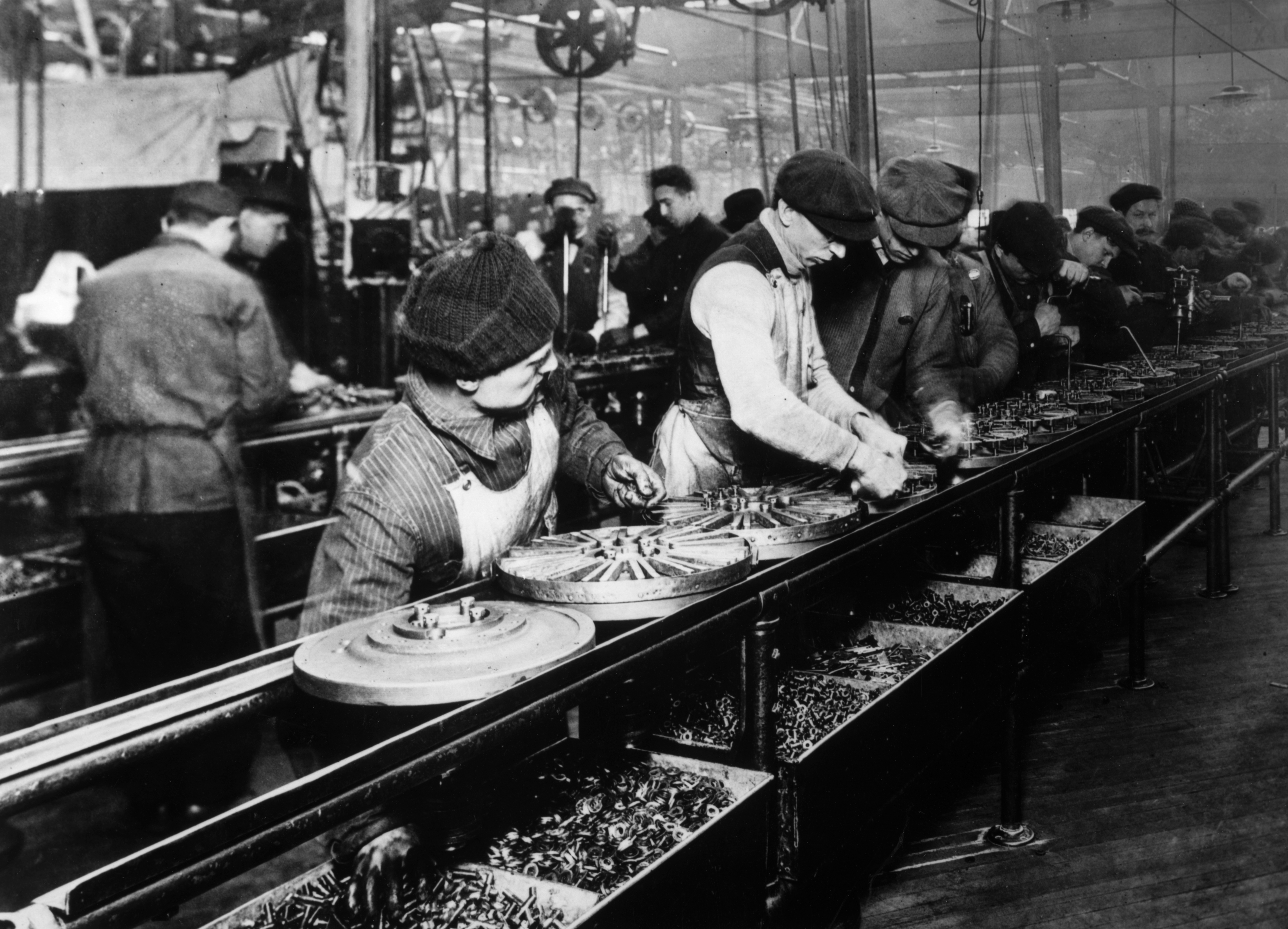
Assembly line in Ford 1913

## التكامل الراسي
التكامل الراسي مرتبط بالاعمال التي تتضمن السيطرة على إنتاج السلع من المواد الاولية وحتى المنتج الاخير.
هذا الامر في عصر الإنتاج الكبير ادى إلى مشاكل في التجارة والشحن لان انظمة الشحن لم تتمكن من نقل هذه الاحجام الضخمة من المنتجات النهائية بدون التسبب بالاضرار كما وان الدول وضعت الكثير من الحواجز على المنتجات النهائية. 
لقد بنت شركة فورد «فورد ريفر روج كومبلكس Ford River Rouge Complex» لانتاج حاجاتهم من الفولاذ والحديد في المصنع الضخم نفسه الذي تُنتج قطع السيارات تجميعهم.كما وان ريفر روج "River Rouge" تولد الكهرباء لنفسها.
الغريب ان بعض حاملي الاسهم الثانوية كانو ضد إنشاء الريفر روج وقدموا شكاوي إلى شركة فورد طالبين منهم تقسيم الارباح على حاملي الاسهم. كانوا ضد فكرة التوسع وقد قدموا البلاغ في الثاني من كانون الأول عام 1916. اصر هنري فورد وويليم مايو على الريفر روج ودافعوا عن الفكرة حتى الخامس من كانون الأول عام 1917.
منبع التكامل الراسي كالمواد الاولية بعيدة عن التكنولوجيا الرائدة واقربالى الشركات الناضجة ذات العائد المنخفض. معظم الشركات تختار التركيزعلى صلب العمل بدلا من التركيز على التكامل الراسي. هذا يتضمن شراء بعض الاجزاء التي نحتاجها في تصنيع المنتج من موردين خارج الشركة أو المصنع إذا كانت اسعارها اقل من سعر تصنيعها.
ستاندرد أويل “Standard Oil” وهي أهم شركات النفط في القرن التاسع عشر كانت متكاملة رأسيًا وجزئيًا لان في هذا الوقت لم يكن هناك طلب على النفط الخام غير المكرر ولكن كان هناك طلب على الكيروسين ومنتجات أخرى.
من الاسباب الأخرى للتكامل رأسيا وجزئيًا هي احتكار ستاندرد أويل للنفط ومصانعه. ان أهم شركات النفط كانت وما تزال تتكامل رأسيًا من التصنيع إلى تكرار النفط في محطات التجزئة خاصتهم بالرغم من ان بعض الشركات باعت محطات التجزئة. يوجد عند بعض شركات النفط التقسيمات الكيماوية.

شركات الخشب والورق في وقت من الاوقات كانت تمتلك معظم مناطق قطع الاشجار وبداو ببيع بعض المنتجات النهائية كصناضيق الكرتون.

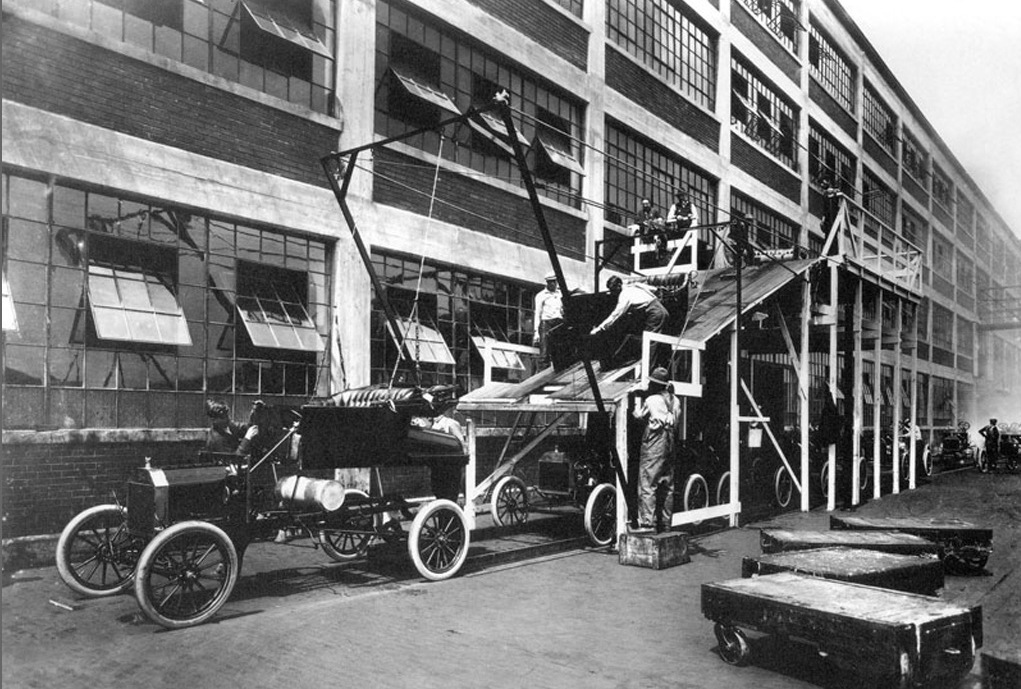

## ايجابيات وسلبيات
الاقتصاد من الإنتاج الضخم يأتي من عدّة موارد، السّبب الرّئيسي هو تقليل الجهد الغير منتج لجميع اللأنواع . في اللإنتاج الحرفيّ، الحرفيّون هم من  ينشغلون في المتجر، ويأتون بالقطع ويقومون بتجميعها. على الحرفيّ أن يستعمل عدّة أدوات لعدّة مرّات لينوّعوا المهام. في اللإنتاج الضّخم، كلّ عامل يكرّر مهمّة أو عدّة مهمّات الّتي تحتاج اللأدوات ذاتها لينفّذوا عمليّات متطابقة أوغير متطابقة على بعض المنتجات. اللأداة والأجزاء الدقيقة هم دائماً في متناول اليد، يتنقّلون على خطّ التجميع بالتوالي.
العامل يقضي وقتاً يسترجع طلبات أو يحضّر مواد أو أدوات، لذا الوقت المحتاج لصناعة منتج باستخدام طريقة الإنتاج الضّخم أقلّ من الوقت المتطلّب باستخدام الطّرق التقليديّة. احتمالية وقوع خطأ بشريّ أقلّ. إذ أنّ مجموع الآلات هو الّذي يقوم بالمهمّات، ألخطأ في تشغيل بعض الآلات لديه نتائج بعيدة المدى. خفض تكلفة اليد العاملة، بالإضافة إلى زيادة كمّية الإنتاج تسمح للشركة بإنتاج كمّيات كبيرة للمنتج الواحد بكلفة أقلّ من استعمال الطّرق التقليديّة للإنتاج.
على الرّغم من أن الإنتاج الضّخم غير مَرن، لأنه صعب أن تغيّر التصميم أوعملية الإنتاج بعد تنفيذ خطّة إنتاج معيّنة، وكل المنتجات التي تُنتَج على خط الإنتاج الواحد تكون متطابقة أو متشابهة كثيراً، وإدخال التّنوع فرضاء الذوق الفردي ليس سهلاً.الجدير بالذّكر أنّ عمليّة اللإنتاج غير مرنة وذلك لأنّ من الصّعب تعديل أو تبديل تصاميم أو طرق قد اعتمدت في عمليّة اللإنتاج. السّلع المنتجة عادةً تكون متشابهة، لكنّ ضرورة إرضاء أذواق الزبائن المتنوّعة تحتم بإضافة لمسات مختلفة على كلّ سلعة. بما أنّ سعر اللآلات مرتفع ولكي يتجنّب المنتج خسارة طائلة، عليه أن يتأكّد بأنّها ستحقّق أرباحًا قبل اللإقدام على شرائها.
قد نجحت فورد موديل «ت» بإنتاج كميّات كبيرة بأسعار معقولة لكنّها لم تقدّم التنوّع الّذي أراده الجمهور. عندها خسرت فورد اسمها في جينيرال موتورز، وقد عملت اللأخيرة على تقديم ألوان وإضافات سنويّا على السّلع. مع مرور العصور استطاع المهندسون تعديل عمليّة اللإنتاج بحيث عملوا على سلع متطوّرة جديدة وأدخلوا إضافات عدّة على السّلع القديمة.

## التأثير الاجتماعي الاقتصادي
في عام 1830، المفكر السياسي الفرنسي والمؤرخ أليكسيس دي توكيوفيل حدد إحدى الخصائص الرئيسية لأمريكا التي من شأنها في وقت لاحق جعلها قابلة جدا لتطوير الإنتاج الضخم: قاعدة المستهلك المتجانسة.
كتب في كتابه1835 "Democracy in America":
غياب الولايات المتحدة عن تلك التراكمات الضخمة للثروة التي تحبذ إنفاق مبالغ كبيرة على مواد مجرد رفاهية ... تأثر على إنتاج صناعة أمريكية الشخصية المتميزة عن صناعات البلدان الأخرى. أدى الإنتاج الضخم إلى تحسين الإنتاجية، التي كانت عاملاً مساهماً في النمو الاقتصادي وتراجع ساعات العمل في الأسبوع، إلى جانب عوامل أخرى مثل البنية التحتية للنقل (القنوات والسكك الحديدية والطرق السريعة) والميكنة الزراعية. تسببت هذه العوامل في انخفاض أسبوع العمل النموذجي من 70 ساعة في أوائل القرن التاسع عشر إلى 60 ساعة متأخرة، ثم إلى 50 ساعة في أوائل القرن العشرين وأخيراً إلى 40 ساعة في منتصف الثلاثينيات.
سمح الإنتاج الضخم بزيادة كبيرة في إجمالي الإنتاج. في القرن التاسع عشر، اعتُمد نظام الحِرَف الأوروبي في القرن التاسع عشر، وكان من الصعب تلبية الطلب على منتجات مثل آلات الخياطة والحصادات الميكانيكية التي تعمل بالطاقة الحيوانية. وبحلول أواخر عشرينيات القرن العشرين كانت العديد من السلع النادرة في السابق متوفرة توفرًا جيدًا. لقد جادل أحد الاقتصاديين بأن هذا يشكل «إفراطًا في الإنتاج» وساهم في ارتفاع معدلات البطالة خلال فترة الكساد الكبير.
وينفي  القانون ساي إمكانية الإفراط في الإنتاج العام ولهذا السبب ينكر الاقتصاديون الكلاسيكيون أنه كان له أي دور في الكساد الكبير.